# Damián Bobadilla
Damián Josué Bobadilla Benítez (* 11. července 2001) je paraguayský profesionální fotbalista, který hraje na pozici záložníka za brazilský klub São Paulo FC a paraguayský národní tým.

## Klubová kariéra

### Cerro Porteño
Trénoval v mládežnických týmech Cerro Porteño a svůj profesionální debut si odbyl 5. května 2021 proti Atléticu Mineiro v Poháru osvoboditelů.
Bobadillovi byla udělena cena "Futbolista de la Gente" pro ročník paraguayské Primera División 2023.

### São Paulo
Dne 20. prosince 2023 se Bobadilla přestěhoval do Brazílie a podepsal čtyřletou smlouvu s klubem Série A São Paulo FC za údajný poplatek kolem 3 milionů dolarů.

## Reprezentační kariéra
Bobadilla debutoval za paraguayský národní tým 11. června 2024 v přátelském utkání proti Chile na Estadio Nacional Julio Martínez Prádanos. V poločase vystřídal Andrése Cubase, ale Chile vyhrálo 3:0.
Bobadilla hrál na Copa América 2024 a vynechal přitom sedm ligových zápasů za São Paulo. Aby nechyběl ve více zápasech za svůj klub, rozhodl se odmítnout pozvánku Paraguaye na Letní olympijské hry 2024.

## Osobní život
Damián je synem bývalého brankáře Alda Bobadilly.

## Statistiky

### Klubové
Platí k zápasu hranému 9. prosince 2024.
| Klub              | Sezóna            | Liga                         | Liga   | Liga | Státní liga | Státní liga | Národní pohár | Národní pohár | Kontinentální | Kontinentální | Celkově | Celkově |
| Klub              | Sezóna            | Soutěž                       | Zápasy | Góly | Zápasy      | Góly        | Zápasy        | Góly          | Zápasy        | Góly          | Zápasy  | Góly    |
| ----------------- | ----------------- | ---------------------------- | ------ | ---- | ----------- | ----------- | ------------- | ------------- | ------------- | ------------- | ------- | ------- |
| Cerro Porteño     | 2021              | Paraguayská Primera División | 2      | 0    | —           | —           | 0             | 0             | 2             | 0             | 4       | 0       |
| Cerro Porteño     | 2022              | Paraguayská Primera División | 15     | 1    | —           | —           | 0             | 0             | 2             | 0             | 17      | 1       |
| Cerro Porteño     | 2023              | Paraguayská Primera División | 38     | 8    | —           | —           | 1             | 1             | 10            | 2             | 49      | 11      |
| Cerro Porteño     | Celkově           | Celkově                      | 55     | 9    | —           | —           | 1             | 1             | 14            | 2             | 70      | 12      |
| São Paulo         | 2024              | Série A                      | 18     | 1    | 7           | 1           | 4             | 0             | 6             | 1             | 35      | 3       |
| Celkově v kariéře | Celkově v kariéře | Celkově v kariéře            | 73     | 10   | 7           | 1           | 5             | 1             | 20            | 3             | 105     | 15      |

### Reprezentační
Platí k zápasu hranému 14. listopadu 2024.
| Národní tým | Rok     | Zápasy | Góly |
| ----------- | ------- | ------ | ---- |
| Paraguay    | 2024    | 9      | 0    |
| Celkově     | Celkově | 9      | 0    |

## Úspěchy
Cerro Porteño
- Paraguayská Primera División: Clausura 2021

São Paulo
- Supercopa do Brasil: 2024